# 荒田武卿
| 生年月日 | 1867年慶応3年12月4日                                                                  |
| 出生地   | 日本、鹿児島県                                                                        |
| 没年月日 | 1932年(昭和7年）11月27日（65歳没）                                                    |
| 出身校   | 成立学舎 カリフォルニア大学バークレー校                                               |
| 配偶者   | ツ子（ツネ）旧名: 奥山ツ子                                                            |
| 子女     | スミエ（阿多）武夫 静子（高木） 冨美（夫：黒田龍馬） 喜子（田中） 武徳 喜代子（寺沼） |

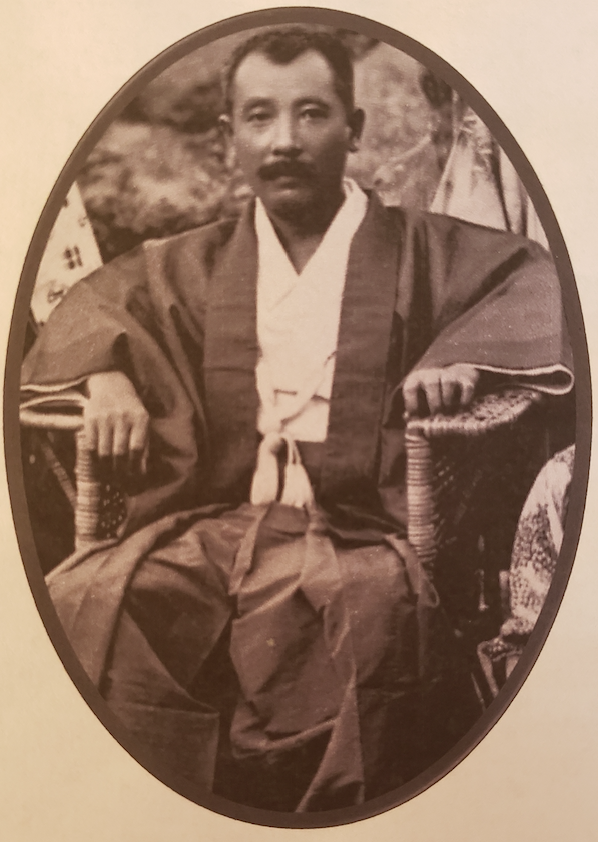
荒田武卿

荒田 武卿　(あらた ぶきょう、1867年（慶応3年)12月4日- 1932年（昭和7年）11月27日）は、ジョン万次郎や岩倉使節団が渡航後、明治中期に日本から米国に渡った中の一人で、カリフォルニア大学バークレー校（University of California, Berkeley）を卒業した国外の大学を卒業した先駆者の一人。帰国後、税関で外交・税関業務に務める。

## 来歴・人物
1868年（慶応3年）12月4日、大隅国姶良郡国分郷麓（現鹿児島県）で誕生する。明治８年、武卿８歳の頃より國分郷校に通い三字経 孝経・大統歌・四書・五経・家求・国史略・十八知略・日本外交史を習う。1878年（明治11年）に開校した小学校にて掛図読本・地理書・算術・習字等を習う。司法省法律学校への進学を試みるため兄 九十郎も通う東京芝区城山町の若松塾に入塾し漢学を勉強し、官立学校への入学を模索する。 1884年（明治17年）新渡戸稲造が通い 夏目漱石が同時期在塾していた神田区駿河台の英学塾成立学舎に転校し、大学予備門に入学する学力の予習に取り掛かる。成立学舎塾長、中原貞七が英和辞典を使って教えるところを熟視し、洋学に強い興味を持ち海外留学の必要性を悟る。その頃『自由燈』、後の東京朝日新聞にキリスト教メソジスト 銀座教会二代目牧師の美山貫一 牧師（長州人）の米国カリフォルニア州サンフランシスコ行きの記事と勧告『世界の大勢に通づると欲する者は同地に渡航すべし』を読み、同氏を築地に訪ね米国渡航へ志願し、1885年（明治18年）4月3日に美山牧師に引率され渡米した十数名の学生の一人。その学生の中には武卿の他に、鵜飼猛 後に牧師、歯科医学者で明治・大正・昭和の三代の天皇の歯科医として活躍された一井正典 や歯科医で北米最古の邦字新聞 北米報知を設立した隈元清も乗船していた。武卿の日記には隈元清とは在米中の親友であったと記されている。サンフランシスコで日本人福音会に世話になった。サンフランシスコ日本人福音会は、アメリカ・メソジスト監督教会宣教師で日本でアメリカ合衆国領事もされたM・C・ハリスと美山貫一が開き日本人留学生に聖書研究と英語教室、安価で宿泊施設を提供する等世話をしサンフランシスコの日本人コミュニティを築いた。武卿は住込みでコックやボーイなどをし、夏季休暇はワイン農家などで働き生計をたてた。アメリカ西海岸で働きながら学ぶというスタイルの留学が流行しており当時の言葉でスクールボーイ (school boy)と呼ばれていて、武卿も『スクールボーイ』という言葉を使っている。1892年（明治25年）4月のBerkeley High School 卒業から カリフォルニア大学バークレー校の入学までの3ヶ月間程 オークランド (カリフォルニア州)の地方裁判所の書記の家でコックとして働いていた。その主人に卒業論文『日米親交の必要を論ず』を気に入って頂き、同地の夕刊新聞に投書された。

### カリフォルニア大学バークレー校時代
1892年（明治25年）University of California, Berkeley カリフォルニア大学バークレー校入学、専攻は法政学で政治経済、ローマ法、論理哲学、英文学、フランス語、歴史を学んだ。1895年頃　同校には日本人８人在学しており本科生は武卿と山本という2名のみであったと記述がある。校長はMartin Kelloggで非常に温厚で、同大学教授で非常に有名であった地質学のJoseph LeConte、政治学のBernard Moses教授、歴史学のThomas Rutherford Bacon、経済学教授でCarl C. Plehn（後に第25代目 American Economic Associationのプレジデント)には非常にお世話になった。Carl C. Plehn教授から日本の地方政治についての論文の提出を依頼され、日本の封建制度の長い歴史から明治初年に中央集権へと大改革を行い、地方自治との弊害等の歴史や改革への取り組みを詳細に発表したことの評価が高く同大学の雑誌『オクシデント』に掲載された。

## 略歴
- 1885年（明治18年）4月3日 武卿16歳 メソジスト派福音会 美山貫一をたよって横浜発アラビック号（明治15年津田塾大創始者、津田梅子帰国時に乗船）に乗り、明治18年4月21日サンフランシスコ港に到着 日本人福音会に世話になる (英語習得のため Franklin Elementary School  に通う)。
- 1888年（明治21年） 米山梅吉 (後に中央三井信託銀行初代社長で財団法人緑岡小学校（現、青山学院初等部）を創立した)も同地に到着し、日本人福音会の幹事として携わる。この年 武卿は勉学に励む中、日本人福音会で長く世話になっている。
- 1889年（明治22年）7月 武卿 21歳　Berkeley High School に入学
- 1892年（明治25年）University of California, Berkeley カリフォルニア大学バークレー校入学、専攻は法政学で政治経済、ローマ法、論理哲学、英文学、フランス語、歴史を学んだ。
- 1893年 シカゴ万国博覧会 (1893年)に行く
- 1896年(明治29年）Class of 1896 University of California, Berkeley カリフォルニア大学バークレー校卒業
- 1896年（明治29年）8月 武卿 27歳 に11年間の米国留学を終えホノルル経由で帰国。ハワイでは村田豊作 （東京帝国大学医学部第一回卒業生で後の鹿児島市立病院長）と同氏の大学予備門時代の友人でハワイに滞在していた 満留善之助（日本移民会社の支配人）とハワイ観光を楽しんだと記録がある。その後ホノルルを出発し横浜港に到着。この船には元外務大臣の 陸奥宗光も乗船していた
- 1896年（明治29年）税関（海関）で外交・税関事務に務める(参照  )。当時日本の税関は横浜港と長崎港の２拠点

## 家族
妻: ツ子（ツネ） 子:　スミエ、　武夫、　静子、　冨美（夫: 黒田龍馬 日本のジャーナリストで実業家。子: 黒田正隆 )、 喜子、　武徳、　喜代子

## その他
東方通信社 （共同通信社の母体の一つ）設立者で 社長 宗方小太郎とは友人で同氏の日記にも幾度と出てきている 。